# ۲٬۴-دی‌آمینوپیریمیدین
۲،۴-دی‌آمینوپیریمیدین (به انگلیسی: 2,4-Diaminopyrimidine) با فرمول شیمیایی C۴H۶N۴ یک ترکیب شیمیایی با شناسه پاب‌کم ۶۷۴۳۱ است. که جرم مولی آن ۱۱۰٫۱۲ g/mol می‌باشد. 